# Chivres-Val
Chivres-Val és un municipi francès situat al departament de l'Aisne i a la regió dels Alts de França. L'any 2007 tenia 588 habitants.

## Demografia

### Població
El 2007 la població de fet de Chivres-Val era de 588 persones. Hi havia 211 famílies de les quals 32 eren unipersonals (4 homes vivint sols i 28 dones vivint soles), 68 parelles sense fills, 99 parelles amb fills i 12 famílies monoparentals amb fills.
La població ha evolucionat segons el següent gràfic:
Habitants censats

### Habitatges
El 2007 hi havia 224 habitatges, 215 eren l'habitatge principal de la família, 7 eren segones residències i 2 estaven desocupats. 221 eren cases i 2 eren apartaments. Dels 215 habitatges principals, 207 estaven ocupats pels seus propietaris, 6 estaven llogats i ocupats pels llogaters i 2 estaven cedits a títol gratuït; 1 tenia una cambra, 5 en tenien dues, 18 en tenien tres, 61 en tenien quatre i 130 en tenien cinc o més. 176 habitatges disposaven pel capbaix d'una plaça de pàrquing. A 85 habitatges hi havia un automòbil i a 108 n'hi havia dos o més.

### Piràmide de població
La piràmide de població per edats i sexe el 2009 era:
| Homes | Edats   | Dones |
| ----- | ------- | ----- |
| 0     | 95 o +  | 0     |
| 0     | 90 a 94 | 0     |
| 0     | 85 a 89 | 0     |
| 8     | 80 a 84 | 4     |
| 8     | 75 a 79 | 0     |
| 24    | 70 a 74 | 20    |
| 8     | 65 a 69 | 20    |
| 4     | 60 a 64 | 0     |
| 12    | 55 a 59 | 8     |
| 20    | 50 a 54 | 12    |
| 44    | 45 a 49 | 28    |
| 20    | 40 a 44 | 48    |
| 20    | 35 a 39 | 16    |
| 12    | 30 a 34 | 24    |
| 8     | 25 a 29 | 12    |
| 8     | 20 a 24 | 4     |
| 44    | 15 a 19 | 28    |
| 12    | 10 a 14 | 36    |
| 8     | 5 a 9   | 8     |
| 8     | 0 a 4   | 16    |

## Economia
El 2007 la població en edat de treballar era de 378 persones, 267 eren actives i 111 eren inactives. De les 267 persones actives 236 estaven ocupades (132 homes i 104 dones) i 31 estaven aturades (14 homes i 17 dones). De les 111 persones inactives 34 estaven jubilades, 32 estaven estudiant i 45 estaven classificades com a «altres inactius».

### Ingressos
El 2009 a Chivres-Val hi havia 218 unitats fiscals que integraven 605 persones, la mediana anual d'ingressos fiscals per persona era de 16.828 €.

### Activitats econòmiques
Dels 13 establiments que hi havia el 2007, 2 eren d'empreses extractives, 5 d'empreses de construcció, 1 d'una empresa de transport, 1 d'una empresa immobiliària, 1 d'una empresa de serveis, 2 d'entitats de l'administració pública i 1 d'una empresa classificada com a «altres activitats de serveis».
Dels 4 establiments de servei als particulars que hi havia el 2009, 1 era un paleta, 2 lampisteries i 1 electricista.

## Equipaments sanitaris i escolars
El 2009 hi havia una escola elemental.

## Poblacions més properes
El següent diagrama mostra les poblacions més properes.